# Mubi
Mubi ist eine Stadt im nigerianischen Bundesstaat Adamawa und liegt im Osten von Nigeria. Einer Berechnung von 2010 zufolge hat sie 98.243 Einwohner.

## Geographie
Mubi liegt im Gebiet der westlichen Ausläufer des Mandara-Gebirges, an der Westküste des Flusses Yedseram, der nach Norden fließt und in den Tschadsee mündet. Die kamerunische Grenze ist nur 10 km entfernt.
Mubi und seine Umgebung bilden zwei der 21 Local Government Areas (LGA) des Bundesstaates Adamawa mit einer Fläche von 1316,83 km². Bei der vorletzten Volkszählung 1991 hatte die LGA 245.460 Einwohner und damit eine Bevölkerungsdichte von 186 Einwohnern je km². In der Stadt selbst wurden 128.900 Einwohner gezählt.
Die Bewohner gehörten ursprünglich hauptsächlich den Stämmen der Fali und Gude an. Heute ist Mubi ein regionales Zentrum und ein Schmelztiegel für die Menschen der vielen kleinen umliegenden Stammesgebiete, insbesondere auch aus den Mandarabergen. Die Verkehrssprache ist Hausa.

## Geschichte

### 18. bis 20. Jahrhundert
Mubi wurde wahrscheinlich im 18. Jahrhundert von Fulbe gegründet und gehörte bis zum Fulani-Dschihad zum Sultanat Mandara. Bis 1915 gehörte Mubi zur Deutschen Kolonie Kamerun und war Standort eines Detachements der deutschen Schutztruppe. Auf dem Markt stehen noch heute überdachte Marktstände aus dieser Zeit. Von 1919 bis 1961 war die Stadt Teil des britischen Mandatsgebietes Britisch-Kamerun.
Seit dem 19. Jahrhundert ist Mubi Sitz eines traditionellen Königs, der aber rangmäßig unter dem Emir im 20 km entfernten Uba steht. Königspalast und Hauptmoschee bilden quasi eine Einheit.

### 21. Jahrhundert
Bei einem Angriff auf ein Gemeindehaus in der Stadt wurden am 6. Januar 2012 mindestens 20 christliche Händler getötet, die sich dort trafen, um die Überführung eines Gemeindemitglieds zu planen, das am Vortag Opfer eines Drive-By-Shootings wurde. Boko Haram bekannte sich zu dem Anschlag.
In der Nacht vom 1. Oktober zum 2. Oktober 2012 kam es in einem Studentenwohnheim am Campus der örtlichen Universität Federal Polytechnic zu Hinrichtungen von mindestens 26 Menschen, obwohl in der Stadt eine Ausgangssperre von 15:00h bis 6:00h verhängt war. Vermutet wird ein Anschlag der Boko Haram oder ein Zusammenhang mit ethnischen und religiösen Konflikten im Umfeld der Wahl der Studentenvertretung am Vortag, denn auch der christliche Wahlsieger wurde getötet. Ein Zusammenhang mit der Wahl wird von Offiziellen der Universität aber als Trugschluss bezeichnet. In der Nacht waren etwa zwei Stunden lang Schüsse zu hören und Studenten wurden namentlich aus ihren Zimmern gerufen, bevor sie erschossen oder erstochen wurden. Angaben eines Vertreters der Universität und eines Anwohners gegenüber der BBC zufolge liegt die Zahl der Opfer bei 40 Toten. Unter den Opfern befanden sich Christen und Muslime, auch ein älterer Anwohner und zwei Wachleute wurden getötet. Infolge des Massakers wurde die Universität geschlossen und einige Studenten verließen die Stadt, wobei sie ihre Fahrzeuge als neutral kennzeichneten. Am 3. Oktober sicherte die Polizei Mubi mit einem großen Aufgebot und ging auf der Suche nach den Tätern von Haus zu Haus, während Nigerias Senat „das Töten unschuldiger Studenten“ aufs Strengste verurteilte und die Regierung zur schnellen Ergreifung der Täter aufforderte. Das im September durch gezielte Boko-Haram-Angriffe auf Sendemasten beschädigte Mobilfunknetz erschwerte es der BBC, genaue Informationen aus der Stadt zu erhalten, so dass sich einige der Berichte widersprachen.
Boko Haram bestritt eine Tatbeteiligung unter Verweis auf die Vorgehensweise. Ein führendes Mitglied der Terrorgruppe sagte „wenn Studenten unser Ziel [gewesen wären] hätten wir sie willkürlich bei Sichtung erschossen und [zwar] in ihrer Schule und uns nicht in der kriechenden Dunkelheit an sie herangeschlichen in einer Gegend in der sowohl Studenten als auch Ortsansässige wohnen“, und ergänzte, dass Boko Haram es nicht bei nur einem Massaker an Studenten belassen hätte, wenn Studenten eines ihrer Angriffsziele wären. Außerdem würde die Gruppe seiner Aussage nach eher Regierungseigentum, also die Ausstattung und Gebäude der Universität, als die Studenten als Ziel wählen. Die Polizei verhaftete 30 Verdächtige, darunter 12 Boko Haram Mitglieder sowie 4 Studenten, die ebenfalls Mitglieder der Terrorgruppe waren. Nach Angaben der Untersuchungsbeamten hätten 3 Studenten, die mutmaßlich die Drahtzieher des Angriffs seien, als Mitglieder der Opposition in der Studentenvertretung vor der Wahl im Falle einer Niederlage mit Konsequenzen gedroht. Nach ihrer Wahlniederlage sollen sich die Drei, die Mitglieder von Boko Haram seien, mit anderen Boko Haram Mitgliedern in Verbindung gesetzt und einen Racheakt geplant haben. Der Angriff sei zu einem Zeitpunkt durchgeführt worden, als sich alle Führer der Studentenvertretung in dem Studentenwohnheim befanden. Die Mörder hätten die Namen, Wohnsitze, Bewegungen und Aufenthaltsorte ihrer Kommilitonen gekannt. Die Wiedereröffnung der Universität war für den 5. November, die Wiederaufnahme des Prüfungsbetriebs für den 13. November angesetzt.

## Religionen
Etwa 40 % der Bevölkerung sind Muslime, etwa 40–50 % Christen, die 11 verschiedenen Denominationen angehören (Stand 2004). Es gibt noch einen signifikanten Anteil von Traditionellen (Animisten), die aber meist im Umland der Stadt leben.
Die christliche Mission begann nachweislich in den 1950er Jahren durch die US-amerikanische Church of the Brethren, seit 1960 in Kooperation mit der Basler Mission (heute mission 21) und etwas später durch die Southern Baptists (USA). Aus der Mission der beiden erstgenannten entstand 1973 die nigerianische Kirche „Ekklesiar Yan'uwa a Nigeria“ (EYN), die heute die Hauptdenomination in der Region ist. In Mubi bestehen 7 Großgemeinden der EYN, 2 Baptists, 1 Lutheraner und diverse Pfingstkirchliche Gemeinden. Die Kirchenleitung der EYN hat ihr Hauptquartier 15 km nordwestlich von Mubi, in Kwarhi.

## Wirtschaft und Infrastruktur

### Wirtschaft
Mubi hat heute zwei Märkte, diverse Geschäfte aller Art zur Versorgung der Region, ein staatliches Krankenhaus, drei Internetcafés (Satellitenempfang), Außer Landwirtschaft und umfangreichem Handwerk und Handel sind kaum ökonomische Aktivitäten zu verzeichnen. Der Ort besitzt kaum touristische Infrastruktur, ist aber als Ausgangsort für Touren in die Mandaraberge oder im grenzüberschreitenden Verkehr nach Kamerun interessant.

### Bildung
Die Schulsituation in Mubi ist, verglichen mit anderen Regionen, relativ gut. Die Stadt verfügt über ein Polytechnikum und beherbergt seit 2003 vier Fakultäten der Adamawa State University.